# Жорж Вантонгерло
Жорж Вантонгерло (Georges Vantongerloo; *6 жовтня 1886, м. Антверпен, Бельгія — 24 листопада 1965, м. Париж, Франція) — бельгійський художник, скульптор і архітектор. Вважається одним з найбільших представників абстрактного живопису в Європі.

## З життя і творчості
Жорж Вантонгерло вчився живопису в Королівській академії красних мистецтв у Брюсселі та в Антверпені. 
У період з 1910 по 1917 роки увагу художника привертало фігуративне мистецтво. 
Починаючи з 1917 року митець поринув у безпредметний живопис і став — разом з голландцями Пітом Мондріаном, Тео ван Дусбургом та іншими — засновником художньої групи «Стиль». Підпис Жоржа Вантонгерло, зокрема, стоїть одним з перших під Маніфестом «Стилю».
На відміну від своїх колег, які дотримувалися суворих правил в побудові композиції — так, Піт Мондріан визнавав тільки горизонтальні і вертикальні лінії малюнка, а Тео ван Дусбург дозволяв собі додавати до них ще й діагональні — Жорж Вантонгерло незабаром вийшов з цих рамок і використовував у своєму живописі різні геометричні форми — кола, овали, хвилясті тощо. При цьому він використовував, крім основних кольорів, ще й змішані. У зв'язку з цим він поступово віддалявся від генеральної пуристської лінії групи «Стиль», і зрештою вийшов з її складу остаточно в 1921 році.
Після цього, провівши деякий час у Ментоні, в 1928 році переїхав до Парижа. Тут він у 1931 році, спільно з Тео ван Дусбургом, Наумом Габо, Огюстом Ербеном і Антуаном Певзнером, заснував художню групу Abstraction-Création(«Креативна абстракція»).